# Kanat de Javad
El Kanat de Javad fou un kanat de l'Azerbaidjan modern amb la seva capital a la ciutat de Javad. S'estenia de Javad al riu Kura al sud-oest al llarg del costat oriental del riu Arax. Limitava al nord amb el kanat de Shamakhy, al sud-oest amb el Kanat de Karadagh, a l'oest amb el kanat de Karabagh, al sud amb el kanat de Talysh i a l'est amb el sultanat de Salyan.
Va ser format al meitat del segle xviii a l'àrea de confluència dels rius Kura i Araz. El 1768 va passar a dependre del kanat de Quba. L'àrea va ser annexionada a Rússia el 1805.
L'atles de Tsutsiev el mostra en el mapa de 1763-1785. En el mapa de 1791-1801 el seu territori és part del Kanat de Xirvan amb alguns districtes del sud formant part de Talysh.

## Governant
- 1750-1768 - Hasan Khan Shahseven